# 大館北インターチェンジ
大館北インターチェンジ（おおだてきたインターチェンジ）は、秋田県大館市釈迦内にある秋田自動車道（国道7号大館西道路）のダイヤモンド型のインターチェンジである。大館北IC - 小坂JCT間が開通するまで釈迦内仮出入口（しゃかない かりでいりぐち）として片方向が暫定的に供用していた。

## 概要
大館市中心部を通る国道7号の渋滞防止と、東北自動車道に直通することで観光と物流のアクセス利便性の向上を目的で、日本海沿岸東北自動車道の一部として建設が進められていた。
当ICは計画当初、1.6km先の大館西道路・終点（大館市商人留）に設置予定だったが、国道7号（現道）接続点に事業計画を変更したため、大館西道路の終点では一般道と接続されず、そのまま新直轄区間に連続する。当初の設置予定地には大館防災（除雪）ステーションを併設する釈迦内PAを設置することになった。
下り方面が新直轄区間とともに2013年11月30日に供用開始となり、上り方面の開通から15年かかり完成した。

## 歴史
- 1998年（平成10年）12月5日 : 日本海沿岸東北自動車道 国道7号大館西道路[4]の大館南IC - 釈迦内仮出入口間開通に伴い、釈迦内仮出入口として供用した。
- 2013年（平成25年）11月30日 : 大館北IC - 小坂JCT間開通に伴い、大館北ICに改称。

## 接続道路
- 国道7号

## 隣
E7 秋田自動車道
(26)大館南IC - (27)大館北IC - 釈迦内PA  - (28)小坂北IC / (49-2) 小坂JCT料金所